# Сверхценная идея
Сверхце́нная иде́я, сверхце́нная мы́сль, переоце́ниваемая иде́я, или сверхце́нность — психиатрический термин, обозначающий суждение, которое возникает в результате реальных обстоятельств и выводимо из личности, её установок, но сопровождается неиссякаемым эмоциональным напряжением и преобладает в сознании над всеми остальными суждениями. Человека охватывает чрезмерная одержимость в достижении какой-либо цели.
Сверхценные идеи следует отличать от сверхценного бреда и паранойяльного бреда, от бредоподобных идей (отличие — в отсутствии изменённого эмоционального фона) и от навязчивых идей (отличие — в тесной связи с личностью и эгосинтонности).

## История
Понятие «сверхценной идеи» было введено в 1900 году немецким психиатром Карлом Вернике. В своих работах Вернике отталкивался от работ французских психиатров об идеях фикс (фр. idées fixes) и был первым, кто отделил сверхценные идеи от навязчивых и бредовых мыслей.
Термин «идея фикс» введён в употребление Пьером Жане (1859—1947). В него включались все случаи, при которых у индивидуумов при в целом разумных действиях и адекватном поведении появлялись единичные иррациональные идеи, не поддающиеся переубеждению путём убедительных разумных объяснений и логической аргументации. В настоящее время этот термин устарел и употребляется редко.

## Основные сведения
Вернике отличал сверхценные идеи от навязчивостей, описанных его учителем К.-Ф.-О. Вестфалем.
Сверхценности всегда обладают сильно выраженной эмоциональной составляющей и тем, что переживаются они как нечто глубоко личностное (а значит, психическая самозащита от них невозможна).
В такое широкое понимание сверхценности попадают тревожная мнительность, болезненные сомнения, некоторые виды бреда. Сверхценные идеи занимают в сознании доминирующее положение, воспринимаются самим человеком как вполне обоснованные, что побуждает человека активно бороться за реализацию этих идей. Такие идеи принимают форму гипертрофированной, болезненной убеждённости в чём-либо. В отличие от бреда, эта убеждённость всегда имеет под собой реальные факты, которые переоцениваются, сверхоцениваются (ревность, любовь, изобретательство и др.). Окружающие, скептически относящиеся к сверхценным идеям больного или пытающиеся критиковать их, расцениваются больным, в лучшем случае, как заблуждающиеся, в худшем — как враги.
Сверхценные идеи формируются как при расстройстве личности (чаще параноидного и шизоидного типа), а также при приобрётенных психопатических состояниях у лиц гипертимического склада, могут также встречаться при шизофрении и аффективных психозах.
Например, малозначащие, относящиеся к далёкому прошлому проступки в период глубокой депрессии становятся сверхценными, вырастая в сознании больных до трагических размеров.
Нередко утверждается, что в неблагоприятных ситуациях возможен последовательный или спонтанный переход от сверхценных идей к бреду. Однако такого рода утверждение несовместимо с критерием К. Ясперса (см.) о невыводимости паранойяльного бреда из прежнего опыта человека, из его личности и ситуации.
Порой человек, стремясь осуществить некоторые «сверхценные идеи», рискует своей жизнью или жизнью других людей.
В современной психиатрии сверхценные идеи считаются элементом разных психических расстройств, в их числе обсессивно-компульсивное расстройство, дисморфофобия, ипохондрическое расстройство, расстройства пищевого поведения, гендерная дисфория, фантомная беременность, социофобия.
Поскольку нет специфических лекарственных средств для лечения сверхценных идей, терапия осуществляется ингибиторами обратного захвата серотонина и антипсихотическими препаратами одновременно с психотерапией.

## Отличия сверхценной идеи от бреда
Для сверхценной идеи характерны чётко определённые признаки, отличающие её от сверхценного и паранойяльного бреда.
При сверхценной идее сохраняется ясное сознание и способность к реалистической оценке (или, по крайней мере, её проблескам). Такого рода идеи могут наблюдаться в том числе у нормальных людей (например, в состоянии влюблённости), но с наибольшей регулярностью у страстных натур, фанатиков, людей с параноидным расстройством личности и при патологическом развитии личности.
При сверхценном (кататимном) бреде, который, согласно ведущим западным психиатрам К. Башу, Г. Биндеру и другим, является непсихотическим, а К. Ясперсом с самого начала выделялся как бредоподобный (в отличие от истинного бреда), исчезают все остатки критического отношения, сознание сужается, полностью доминирует аффективная установка. Но о психотическом уровне можно говорить лишь в том случае, если имеются описанные К. Конрадом признаки «протопатического поля переживаний». Сверхценный бред характерен для паранойяльного развития личности (развитие личности при параноидном расстройстве личности), депрессивного и маниакального бреда.
Паранойяльный же бред (согласно ключевому критерию К. Ясперса) непонятен, невыводим ни из личности, ни из ситуации. Как правило, здесь имеет место очевидный сдвиг, надлом, резкая перемена в личности человека, когда одно из самых заурядных в его жизни событий вдруг приобретает для него особое, не сравнимое ни с чем прежде значение, делается поворотной точкой дальнейшей жизни. Бредовые идеи возникают при этом из неясных бредовых переживаний и, как правило, не центрируются вокруг одной точки, а имеют тенденцию к расширению круга объектов бредовой интерпретации и систематизации.